# Paperino - La ricerca di Kalevala
Paperino alla ricerca di Kalevala (Quest For Kalevala) è una storia a fumetti Disney di Don Rosa, ispirata al poema epico finlandese Kalevala.

## Trama
Paperino, zio Paperone ed i nipotini partono alla ricerca del mitico Sampo (presente nel poema finnico Kalevala) il quale sarebbe in grado di produrre dal nulla, semplicemente girando la macina, sale, grano e soprattutto oro, cosa che interessa principalmente a Paperone.
I paperi, con l'aiuto di Archimede Pitagorico, riescono a ricostruire il Sampo, prendendo parte a una mitica battaglia tra Väinämöinen e Louhi (con alleata Amelia), per la riconquista del Sampo, ma quando tutto sembra concludersi per il meglio, e la nave stracolma di monete d'oro, con a bordo Väinämöinen e Paperone spicca il volo, quest'ultimo si trova davanti a una difficile scelta ed alla fine troverà il "suo" Kalevala.

## Produzione
L'idea di sviluppare una storia di Paperone basata sul testo del Kalevala e sul mito del Sampo fu suggerita all'autore da lettori finlandesi dei fumetti Disney e dagli editor della casa editrice scandinava Egmont e fu concretizzata per celebrare i 150 anni della pubblicazione della versione definitiva del Kalevala, raccolta della tradizione mitologica bardica finnica da parte di Elias Lönnrot. Oltre a compiere ricerche specifiche e studiare il poema stesso, Don Rosa si basò sulle sue precedenti visite in Finlandia e su fotografie di Helsinki fornite da amici autoctoni come riferimento per disegnare le ambientazioni del fumetto. Si ispirò inoltre a precedenti rappresentazioni artistiche del poema, per esempio il dipinto Sammon puolustus (“La difesa del Sampo”) di Akseli Gallen-Kallela.

## Promozione e accoglienza
In un contesto in cui sia i fumetti dell'universo di Paperino sia Don Rosa erano già molto popolari in Finlandia, la realizzazione di una storia Disney incentrata su un patrimonio nazionale suscitò un certo interesse nel Paese, dove l'autore fu invitato a un tour promozionale e ospitato in testate e trasmissioni televisive locali, fino a essere considerato quasi un «figlio della patria». Inoltre la storia venne pubblicata in singolo volume per il mercato finlandese, corredata da una speciale tavola extra come epilogo (in seguito ripubblicata anche in altre edizioni estere).
Considerata in un'analisi come la storia più importante e famosa dell'autore dopo La saga di Paperon de' Paperoni, è stata definita «commovente», nonché fantasy quanto postmoderna per la commistione tra l'universo di Paperopoli e la mitologia finlandese, che ha portato l'autore a sancire parallelismi intradiegetici ed extradiegetici tra alcuni personaggi epici e alcuni personaggi disneyani, per esempio Archimede Pitagorico come novello Ilmarinen e Amelia come la strega Louhi. L'avventura esalta Paperino come protagonista insolitamente eroico, ponendolo anche al centro di scene inusuali per il fumetto Disney come il suo confronto ironico con la personificazione della Morte, e ripropone temi cari al fumettista quali il contrasto tra la ricchezza e la felicità e la nostalgia e il rimpianto per il passato.
Nel 2022, dopo 23 anni dalla sua prima pubblicazione, della storia è stato realizzato un seguito, Paperino e il ritorno a Kalevala, scritto da Kari Korhonen e disegnato da Giorgio Cavazzano.